# 格氏長吻鰩
格氏長吻鰩（學名：Dipturus grahamorum），為軟骨魚綱鰩目鰩科長吻鰩屬的一種，分布於西南太平洋澳洲海域，深度70至490公尺，體長可達62.2公分，棲息在大陸坡海域，為底棲性魚類，肉食性，卵生，生活習性不明。